# Stefan Staykov
Pour les articles homonymes, voir Staykov.
Stefan Georgiev Staykov (en bulgare : Стефан Георгиев Стайков) (né le 3 octobre 1949 à Sofia en Bulgarie) est un footballeur international bulgare qui évoluait au poste de gardien de but.

## Biographie

### Carrière en club
Avec le club du Levski Sofia, il remporte trois championnats de Bulgarie, et trois Coupes de Bulgarie.
Il dispute avec le Levski Sofia, 183 matchs en première division bulgare entre 1972 et 1981. Il joue également 8 matchs en Coupe d'Europe des clubs champions, atteignant les huitièmes de finale de cette compétition en 1978.

### Carrière en sélection
Avec l'équipe de Bulgarie, il joue 18 matchs officiels entre 1973 et 1979.
Il joue son premier match en équipe nationale le 28 janvier 1973, en amical contre Chypre (victoire 0-3 à Lysi). Il reçoit sa dernière sélection le 28 mars 1979, en amical contre l'Union soviétique (défaite 3-1 à Simferopol).
Il figure dans le groupe des sélectionnés lors de la Coupe du monde de 1974. Lors du mondial organisé en Allemagne, il joue un match contre les Pays-Bas (défaite 1-4).
A cinq reprises, il est capitaine de la sélection bulgare, lors de l'année 1978.

## Palmarès
Levski Sofia
- Championnat de Bulgarie (3) :
  - Champion : 1973-74, 1976-77 et 1978-79.
  - Vice-champion : 1974-75, 1975-76 et 1980-81.

- Coupe de Bulgarie (3) :
  - Vainqueur : 1975-76, 1976-77 et 1978-79.
  - Finaliste : 1973-74.